# Ring deutscher Pfadfinderverbände
Ring deutscher Pfadfinderverbände (pl. Koło niemieckich związków harcerskich) – niemiecka organizacja harcerska, powstała 1 października 1949 roku. RdP liczy 113 716 członków. Jest członkiem Światowej Organizacji Ruchu Skautowego.

## Członkowie
W skład RdP wchodzą trzy niemieckie związki harcerskie:
- Bund der Pfadfinderinnen und Pfadfinder (BdP – międzywyznaniowy)
- Deutsche Pfadfinderschaft Sankt Georg (DPSG – katolicki)
- Verband Christlicher Pfadfinderinnen und Pfadfinder (VCP – ewangelicki)